# Census Area di Nome
La Census Area di Nome, in inglese Nome Census Area, è una census area dello stato dell'Alaska, negli Stati Uniti, parte dell'Unorganized Borough. La popolazione al censimento del 2000 era di 9 196 abitanti.

## Geografia fisica
La census area si trova nella parte nord-occidentale dello stato e comprende la gran parte della Penisola di Seward e l'Isola di San Lorenzo, nel mare di Bering. Lo United States Census Bureau certifica che la sua estensione è di 73253 km², di cui 13681 km² coperti da acque interne.

### Suddivisioni confinanti
- Borough di Northwest Arctic - nord
- Census Area di Yukon-Koyukuk - est
- Census Area di Wade Hampton - sud

## Centri abitati
Nella Census Area di Nome vi sono 16 comuni (city) e 1 census-designated place.

### Comuni
- Brevig Mission
- Diomede
- Elim
- Gambell
- Golovin
- Koyuk
- Nome
- Savoonga
- Shaktoolik
- Shishmaref
- St. Michael
- Stebbins
- Teller
- Unalakleet
- Wales
- White Mountain

### Census-designated place
- Port Clarence